# Sgt. Pepper's Lonely Hearts Club Band
Sgt. Pepper's Lonely Hearts Club Band là album phòng thu thứ tám của ban nhạc rock người Anh The Beatles phát hành vào ngày 26 tháng 5 năm 1967. Sgt. Pepper được nhiều nhà âm nhạc học coi là album chủ đề ban đầu nâng cao vai trò của cấu trúc âm thanh, mở rộng hình thái, hình tượng thức thần, kỹ thuật thu âm và sản xuất trong ngành âm nhạc đại chúng. Album ngay lập tức có tác động xuyên thế hệ và gắn liền với vô số tiêu chuẩn văn hóa của giới trẻ, như thời trang, chất kích thích, chủ nghĩa thần bí cũng như thần thái lạc quan và sự trao quyền. Album được nhiều thính giả hoan nghênh vì những cải tiến trong công việc sáng tác, sản xuất và thiết kế tạo hình, kết nối văn hóa giữa âm nhạc đại chúng với nghệ thuật cao cấp, đồng thời phản ánh tầm quan trọng của văn hóa phản kháng đối với giới trẻ trong thời kỳ này.
Cuối tháng 8 năm 1966, The Beatles tuyên bố nghỉ việc đi tour để tập trung hơn vào công việc cá nhân trong ba tháng tiếp theo. Trong chuyến bay trở về Luân Đôn vào tháng 11, Paul McCartney đã nghĩ ra ý tưởng về một bài hát liên quan đến ban nhạc quân đội thời Edwardian từ đó tạo nên tiền đề cho phong cách của Sgt. Pepper sau này. Trong toàn bộ dự án, ban nhạc vẫn tiếp tục thử nghiệm những kỹ thuật âm thanh mà họ đã làm với album trước đó Revolver (1966) mà không có thời hạn nhất định. The Beatles tiến hành thu âm vào ngày 24 tháng 11 tại EMI Studios với những giai điệu lấy cảm hứng từ thời niên thiếu của ban nhạc, nhưng sau những sức ép từ EMI, hai bài hát "Strawberry Fields Forever" và "Penny Lane" buộc phải tách khỏi LP và phát hành dưới dạng đĩa đơn mặt A đúp vào tháng 2 năm 1967. Sau khi thu âm ca khúc chủ đề, album được lên ý tưởng một cách lỏng lẻo như một buổi trình diễn của ban nhạc hư cấu Sgt. Pepper.
Một nhạc phẩm đậm chất psychedelia Anh, Sgt. Pepper là một trong những album LP art rock đầu tiên và là tiền thân của progressive rock. Album cũng chịu ảnh hưởng từ nhiều phong cách nghệ thuật khác nhau, bao gồm kịch vui, tạp kỹ, nhà hát ca múa nhạc, avant-garde, kết hợp với dòng nhạc cổ điển phương Tây và Ấn Độ. Cùng với sự giúp sức từ nhà sản xuất George Martin và kỹ thuật viên Geoff Emerick, nhiều bản thu đã được tô điểm thêm hiệu ứng âm thanh và thiết kế băng ghi, được thể hiện điển hình trong "Lucy in the Sky with Diamonds", "Being for the Benefit of Mr. Kite!" và "A Day in the Life". Quá trình thu âm sau đó kết thúc vào ngày 21 tháng 4. Phần bìa của album được thiết kế bởi các nghệ sĩ pop art Peter Blake và Jann Haworth, miêu tả The Beatles đứng giữa các nhân vật nổi tiếng đương thời.
Việc Sgt. Pepper ra mắt được coi là sự kiện quan trọng trong văn hóa đại chúng, báo trước cho kỷ nguyên album và hiện tượng Mùa hè Tình yêu năm 1967, trong khi sự đón nhận của nó về mặt văn hóa đã được hợp pháp hóa hoàn toàn đối với âm nhạc đại chúng và công nhận nó như một loại hình nghệ thuật chân chính. Đây cũng là album đầu tiên của The Beatles được phát hành với cùng một danh sách ca khúc ở cả Anh và Mỹ, nó đã đứng đầu bảng xếp hạng Record Retailer tại Vương quốc Anh trong vòng 27 tuần và 15 tuần ở vị trí quán quân trên Billboard Top LPs của Mỹ. Album cũng giành được bốn hạng mục trong giải Grammy năm 1968 và trở thành album nhạc rock đầu tiên được nhận giải thưởng Album của năm. Năm 2003, album đã được Thư viện Quốc hội Hoa Kỳ lựa chọn đưa vào Viện lưu trữ thu âm quốc gia với vai trò "quan trọng về mặt văn hóa, lịch sử và thẩm mỹ". Nó cũng đứng đầu trong mọi cuộc bình chọn và thăm dò của các nhà phê bình và thính giả cho album hay nhất mọi thời đại, bao gồm cả những cuộc bình chọn của tạp chí Rolling Stone trong cuốn sách All Time Top 1000 Albums cũng như trong chương trình bình chọn "Music of the Millennium" của Vương quốc Anh. Với hơn 32 triệu bản được bán ra trên toàn cầu tính đến năm 2011, Sgt. Pepper được công nhận là một trong những album bán chạy nhất mọi thời đại và cũng là album phòng thu bán chạy nhất Anh Quốc năm 2018. Phiên bản phối lại và mở rộng của album đã được phát hành vào năm 2017.

## Bối cảnh
– Paul McCartney
Vào cuối năm 1965, The Beatles dần cảm thấy mệt mỏi với công việc lưu diễn. John Lennon chia sẻ rằng "những buổi biểu diễn gần đây của The Beatles không còn liên quan gì đến âm nhạc nữa. Chúng chỉ như những nghi lễ đẫm máu của các bộ lạc mà họ có thể làm hài lòng đám đông chỉ bằng cách đặt bốn bức tượng sáp đại diện cho ban nhạc". Hai ngày sau khi hoàn thiện album Revolver vào tháng 6 năm 1966, ban nhạc bắt đầu tổ chức chuyến lưu diễn của mình tại Tây Đức. Trong thời gian ở Hamburg, nhóm đã nhận được một bức điện nặc danh ghi rằng: "Đừng đến Tokyo. Tính mạng của các bạn đang gặp nguy hiểm". Bức điện tín được soạn thảo một cách nghiêm túc bởi vì trên thực tế, nhiều nhóm tôn giáo cực đoan của Nhật Bản đã kịch liệt phản đối buổi biểu diễn theo kế hoạch của ban nhạc tại nhà thi đấu Nippon Budokan. Để đề phòng cho việc này, hơn 35.000 cảnh sát đã được huy động trong chuyến lưu diễn tại Nhật Bản nhằm bảo vệ ban nhạc và sẽ di chuyển từ khách sạn đến địa điểm biểu diễn bằng xe bọc thép. The Beatles tiếp tục tour diễn tại Philippines, nơi họ bị công chúng nước này tẩy chay vì đã từ chối lời mời của Đệ nhất phu nhân Imelda Marcos. Ban nhạc sau đó đã bày tỏ sự tức giận với nhà quản lý Brian Epstein vì đã luôn theo đuổi những gì mà nhóm coi như là một hành trình đầy sự mệt mỏi và nản lòng.

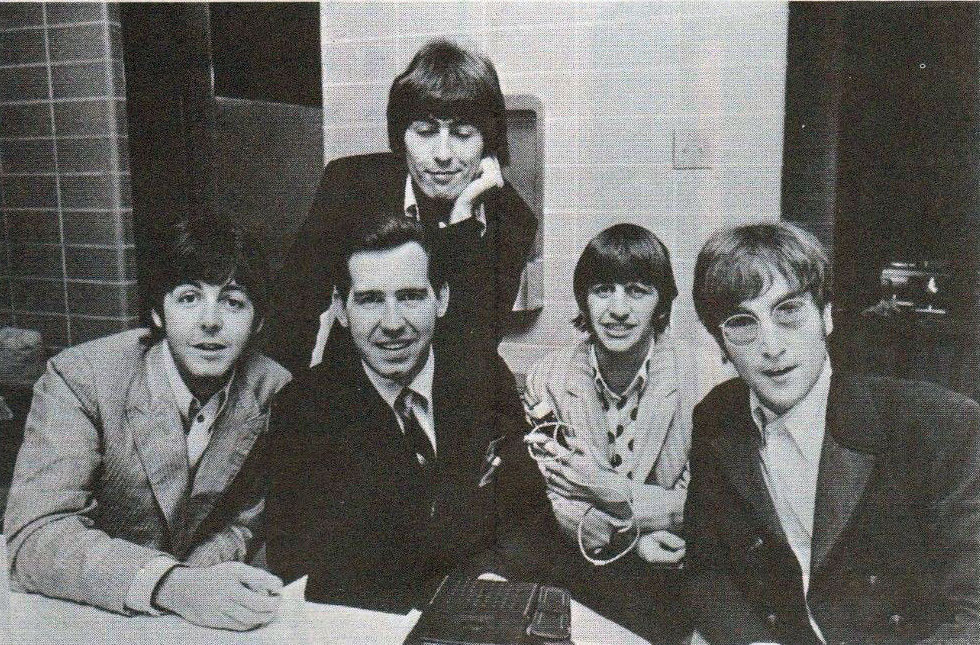
The Beatles và DJ Jim Stagg trong chuyến lưu diễn cuối cùng vào tháng 8 năm 1966

Việc ấn bản tại Mỹ về bài phỏng vấn liên quan đến câu nói "nổi tiếng hơn cả Chúa Giêsu" của Lennon đã lôi kéo ban nhạc vào một cuộc tranh cãi trong cộng đồng người theo đạo ở vùng Bible Belt. Dù Lennon đã lên tiếng xin lỗi công khai để làm dịu đi những bê bối, nhưng số liệu doanh thu bán vé từ chuyến lưu diễn ở Mỹ vào tháng 8 đã sụt giảm một cách trầm trọng nếu so với lượng khán giả kỷ lục của ban nhạc vào năm 1965 và nó cũng được quyết định là lần đi diễn cuối cùng của ban nhạc. Tác giả Nicholas Schaffner viết rằng:
Đối với The Beatles, việc tổ chức những buổi diễn như vậy đã trở thành một trò chơi đố chữ ngăn cản đến những lối đi mới mà ban nhạc đang tiến đến, nó dần dà cách biệt khi mà họ không thể thử nghiệm một chút giai điệu nào kể từ khi phát hành LP Revolver, việc tái lập lại phần biên khúc thì gần như bất khả thi do những hạn chế về quy định và đội hình sân khấu gồm chỉ có hai tay bass và một tay trống.

Những tin đồn về sự tan rã của ban nhạc bắt đầu lan truyền sau khi The Beatles trở về Anh. George Harrison thông báo với Epstein về chuyện rời ban nhạc, nhưng sau đó ông được thuyết phục ở lại và được bảo đảm sẽ không tổ chức thêm tour diễn. Ban nhạc sau đó dành thời gian tạm nghỉ ba tháng để tập trung vào sở thích cá nhân. Harrison đến Ấn Độ trong vòng sáu tuần để nghiên cứu về đàn sitar dưới sự chỉ dẫn của Ravi Shankar và phát triển mối quan tâm của ông với triết học Ấn Độ giáo. Là thành viên cuối cùng của The Beatles thừa nhận các buổi biểu diễn trực tiếp của họ trở nên nhàm chán, Paul McCartney đã cộng tác với nhà sản xuất George Martin của The Beatles để tạo nhạc phim cho bộ phim The Family Way và đi nghỉ ở Kenya cùng với Mal Evans, một trong những nhà quản lý tour diễn cho ban nhạc. Lennon đã tham gia diễn xuất cho bộ phim How I Won the War và tham dự nhiều buổi trình diễn nghệ thuật, một trong số đó là buổi biểu diễn tại Phòng trưng bày Indica, nơi ông gặp Yoko Ono, người vợ sau này của ông. Ringo Starr nghỉ ngơi để dành thời gian cho người vợ Maureen và con trai Zak.

## Cảm hứng và ý tưởng
Trong thời gian ở Luân Đôn mà không có các thành viên trong ban nhạc, McCartney đã lần đầu sử dụng loại thuốc gây ảo giác LSD (hay "acid"), sau nhiều lần phản đối việc Lennon và Harrison luôn yêu cầu ông tham gia cùng họ và Starr để trải nghiệm sự nâng cao tri giác của nó. Theo tác giả Jonathan Gould, việc khởi đầu từ LSD đã tạo cho McCartney "một giác quan mới về khả năng mở rộng" giúp xác định dự án tiếp theo của nhóm, Sgt. Pepper's Lonely Hearts Club Band. Gould cho rằng sự áp lực với các thành viên khác của McCartney đã cho phép Lennon "trở thành người hướng dẫn ảo giác" cho đối tác sáng tác của ông, qua đó tạo điều kiện cho sự hợp tác chặt chẽ giữa hai người nhiều hơn so với những ngày đầu trong sự nghiệp của The Beatles. Về Lennon, sau khi thể hiện vai diễn nội tâm sâu sắc trong quá trình quay phim How I Won the War ở miền nam Tây Ban Nha vào tháng 9 năm 1966. Sự lo lắng của ông về tương lai của mình và The Beatles đã được phản ánh trong "Strawberry Fields Forever", một ca khúc cung cấp chủ đề đầu tiên, liên quan đến tuổi thơ ở Liverpool. Khi trở về Luân Đôn, Lennon đón nhận nền văn hóa nghệ thuật của thành phố, McCartney là một phần trong số đó, và chia sẻ mối quan tâm của các thành viên cùng nhóm với các nhà soạn nhạc avant-garde và nhạc điện tử như Karlheinz Stockhausen, John Cage và Luciano Berio.
Vào tháng 11, trong chuyến bay trở về từ Kenya của ông và Evans, McCartney đã nảy ra ý tưởng về một bài hát mà cuối cùng đã thúc đẩy cho chủ đề của Sgt. Pepper. Ý tưởng của ông liên quan đến một ban nhạc quân đội thời Edwardian, mà Evans đã đặt tên theo phong cách của các nhóm nhạc đương thời ở San Francisco như Big Brother and the Holding Company và Quicksilver Messenger Service. Vào tháng 2 năm 1967, McCartney gợi ý rằng album mới nên thể hiện màn trình diễn của ban nhạc hư cấu. Nhóm đã thay đổi cái tôi và cho họ quyền được tự do thử nghiệm âm nhạc qua việc giải phóng họ thoát khỏi hình ảnh The Beatles. Martin kể lại rằng ý tưởng này đã không được thảo luận khi bắt đầu buổi họp, tuy nhiên sau đó nó đã mang lại cho album "một sinh mệnh riêng".

## Quá trình sản xuất

### Sáng tác và thu âm

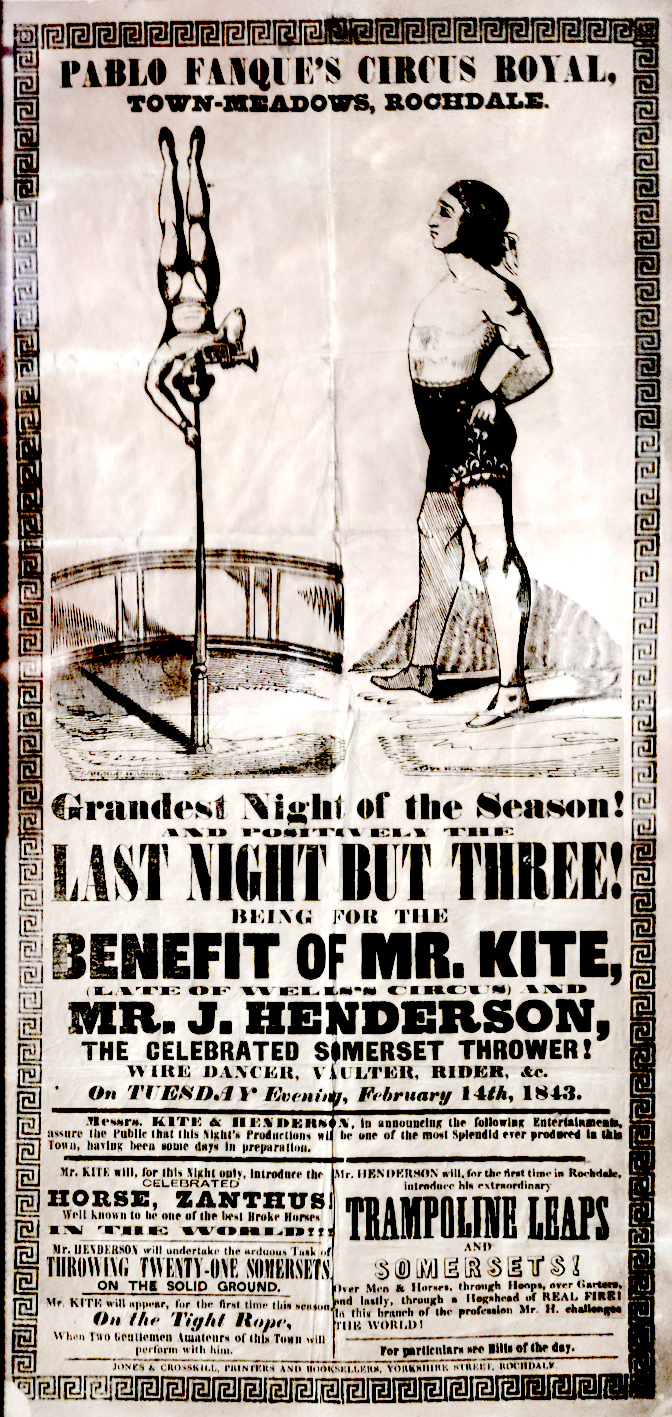
Áp-phích của Benefit of Mr. Kite!

Cũng giống mọi album khác của The Beatles, Sgt. Pepper được sáng tác chủ yếu bởi Lennon-McCartney. Cả album chỉ có "Within You Without You" là sáng tác của George Harrison. Sgt. Pepper là một album nữa của The Beatles, kể từ Revolver, mà họ hoàn toàn làm việc trong phòng thu.
Quá trình sáng tác và thu âm bắt đầu từ cuối năm 1966. Các thành viên có ý tưởng xây dựng album dựa nhiều về những hồi tưởng và kỉ niệm từ thời nhỏ. "Penny Lane" và "Strawberry Fields Forever" là 2 đĩa đơn đầu tiên ra mắt vào tháng 2 năm 1967 sau khi EMI và Brian Epstein thúc giục George Martin việc phát hành. Các bài hát này chỉ được phát hành dưới dạng đĩa đơn và LP, sau đó xuất hiện trong album Magical Mystery Tour. Ca khúc "Only a Northern Song" của Harrison cũng được sáng tác vào giai đoạn này song chỉ có trong bản soundtrack của bộ phim Yellow Submarine ra mắt năm 1969.
Ca khúc "Within You Without You" được thu âm ngày 15 tháng 3 năm 1967 với Harrison hát chính, sitar và acoustic guitar, các nhạc cụ còn lại được chơi bởi các nghệ sĩ khách mời, còn các Beatle khác không tham gia trực tiếp vào việc thu âm.
Ngày 17 tháng 3, McCartney mời nghệ sĩ Mike Leander để phụ trách dàn dây cho bài "She's Leaving Home". Ca khúc "Being for the Benefit of Mr. Kite!" của Lennon dựa trên chủ yếu nội dung quảng cáo của buổi diễn cùng tên của gánh xiếc Pablo Fanque.
Album sử dụng khá nhiều loại dương cầm đặc biệt. Đó là grand piano trong "A Day in the Life", lowrey organ trong "Lucy in the Sky with Diamonds", harpsichord trong "Fixing a Hole", harmonium trong "Being for the Benefit of Mr. Kite!". Các loại đàn khác như piano điện tử, Hammond organ, glockenspiel và mellotron cũng xuất hiện trong các ca khúc.
Harrison còn sử dụng tambura trong một số bài, như "Lucy in the Sky with Diamonds" và "Getting Better".
Bản hợp âm hoành tráng ở cuối ca khúc "A Day in the Life" là do 3 chiếc grand piano chơi đồng thời giống nhau ở giọng Mi trưởng. Lennon, Starr, McCartney, và Mal Evans đã cùng nhau chỉnh dây đàn, làm bè và chơi đoạn nhạc đó.

### Quan điểm âm nhạc
Với Sgt. Pepper, The Beatles muốn tạo một dấu ấn mới, điều mà họ có được thông qua vài trải nghiệm làm phim và những chuyến lưu diễn, đặc biệt là trong chuyến đi tour tại Mỹ. McCartney muốn tạo ra vài nhân vật tưởng tượng cho mỗi thành viên của ban nhạc và sẽ thu âm với sự kết hợp của các nhân vật tưởng tượng đó. Ban nhạc "tổng hợp" này hứa hẹn sẽ tạo ra sự sáng tạo và tự do trong các sáng tác.
Album được mở đầu bằng ca khúc chủ đề, "Sgt. Pepper's Lonely Hearts Club Band". Đây là một ca khúc mang tính mở màn, để ban nhạc đi vào ca khúc chính thức đầu tiên ngay sau đó với sự thể hiện của Billy Shears (Ringo Starr) – "With a Little Help from My Friends". Bản kết thúc (reprise) của ca khúc mở màn này xuất hiện ở mặt sau và là ca khúc kết thúc album (trước "A Day in the Life" – ca khúc được coi là bản hùng ca tổng hợp cho toàn bộ ý tưởng album).
Tuy nhiên, ban nhạc đã bỏ gần như ngay lập tức ý tưởng ban đầu sau khi thu 2 bài hát đầu tiên và bản kết thúc. Lennon nói rằng album cần được sáng tác như mọi album khác. Sgt. Pepper được coi là hình mẫu cơ bản cho khác niệm "quan điểm âm nhạc" cũng như "cấu trúc" trong một album chủ đề.

### Ca từ
Theo đuổi psychedelic rock, ca từ của album mang nhiều ý nghĩ tới việc lạm dụng chất kích thích và các loại hình liên quan. Chính vì điều này mà nhiều bài hát bị cấm bởi BBC và bị chỉ trích trong rất nhiều phương tiện khác.
Ca khúc "A Day in the Life", với câu hát nổi tiếng "I'd love to turn you on" ("Anh (phải/nên) yêu để làm em thức tỉnh"), bị BBC cấm phát sóng với lý do "ủng hộ một cách tích cực việc sử dụng chất kích thích (drug-talking)". Cả Lennon lẫn McCartney đều khẳng định không hề có chút ý gì liên quan tới ma túy, dù rằng sau này Paul có nói rằng việc viết lời nhắm tới thực tế cấm sử dụng chất kích thích. Một câu hát khác ""Found my way upstairs and had a smoke/And somebody spoke and I went into a dream" ("Thấy mình cần bước lên (cầu thang) và hút/Có ai đó nói và tôi đi vào cơn mơ") khiến nhiều người nghĩ tới dùng cần sa.
Câu hát "Doing the garden, digging the weeds/Who could ask for more?" ("Đi làm vườn, trồng cỏ/Liệu ai còn muốn hơn?") trong "When I'm Sixty-Four" cũng khiến tạo liên tưởng tương tự.
Ca khúc nổi tiếng "Lucy in the Sky with Diamonds" cũng bị cấm phát sóng do BBC lo ngại vì phần điệp khúc viết tắt tạo nên cụm từ LSD – một chất kích thích vốn đã bị cấm. John Lennon giải thích bài hát là lời anh gửi gắm tới con trai Julian Lennon.
Paul McCartney sau này có nói: ""Lucy in the Sky", hẳn vậy. Có nhiều người thích những liên tưởng về ma túy, nhưng, cũng không có gì khó để đoán ra những ảnh hưởng của chúng trong giai điệu của Beatles. Mọi người đều dùng chất kích thích, theo cách này hay cách khác, và chúng tôi cũng vậy. Nhưng viết nhạc là một công việc quan trọng tới mức không được phép quên nó ở bất kỳ lúc nào."

### Bìa đĩa
Phần bìa album được chỉ đạo nghệ thuật bởi Robert Fraser, thiết kế bởi Peter Blake và vợ anh Jann Haworth, và được chụp bởi Michael Cooper. Đó là hình ảnh của rất nhiều nhân vật nổi tiếng. The Beatles trong bộ trang phục của ban nhạc Sgt. Pepper đứng ở chính giữa bìa đĩa. Trang phục của họ được thiết kế bởi Manuel Cuevas.
Trang phục của họ có thể dễ dàng nhận thấy:
- Huy hiệu MBE của hoàng gia Anh trên áo của Harrison và McCartney. 4 thành viên của The Beatles được trao tước hiệu này vào năm 1965.
- Quốc huy Vương quốc Anh ở tay áo phải của Lennon.
- Huy hiệu của cảnh sát tỉnh Ontario, Canada ở tay áo McCarney.

Chiếc trống ở trung tâm album được thiết kế bởi Joe Ephgrave.
Có khoảng 70 nhân vật xuất hiện trong bìa album, trong đó có vài nghệ sĩ guru theo đề nghị của Harrison. Có thể dễ dàng tìm thấy Marlene Dietrich, Carl Gustav Jung, W.C. Fields, Diana Dors, James Dean, Bob Dylan, Issy Bonn, Marilyn Monroe, Aldous Huxley, Karlheinz Stockhausen, Sigmund Freud, Aleister Crowley, Edgar Allan Poe, Karl Marx, Oscar Wilde, William S. Burroughs, Marlon Brando, Stan Laurel và Oliver Hardy, và nghệ sĩ hài Lenny Bruce. Cũng có trong khung hình cả ảnh của thành viên cũ của Beatles, Stuart Sutcliffe. Pete Best, một thành viên cũ khác của Beatles, nói rằng Lennon đã mượn vài chiếc huy hiệu của gia đình thông qua mẹ của anh để làm bìa album. Thậm chí Adolf Hitler và Jesus cũng được Lennon đề nghị đưa vào, song lập tức bị từ chối.
Phần bìa album tiêu tốn khoảng 2.868 bảng Anh (tương đương với khoảng 38.823 bảng so với tỷ giá hiện tại), và hiển nhiên đó là kỉ lục vô tiền khoáng hậu tại thời điểm đó. Đây là một trong số những phần bìa album tốn kém nhất lịch sử âm nhạc thế giới.
Bìa album Sgt. Pepper giành giải Grammy 1968 cho phần thiết kế bìa xuất sắc nhất. Quá trình dựng hình được giải thích khá ngắn gọn trong đoạn video mở đầu của album, ca khúc "Sgt. Pepper's Lonely Hearts Club Band", trích từ album sau này của The Beatles, The Anthology.

## Đón nhận của công chúng
| Đánh giá chuyên môn | Đánh giá chuyên môn |
| Nguồn đánh giá      | Nguồn đánh giá      |
| Nguồn               | Đánh giá            |
| ------------------- | ------------------- |
| Allmusic            | [ 52 ]              |
| Robert Christgau    | A                   |
| Crawdaddy!          | [ 53 ]              |
| Pitchfork Media     | (10/10)             |
| The Telegraph       | [ 55 ]              |
| Sputnikmusic        | [ 56 ]              |
| Q                   | [ 57 ]              |
| Rolling Stone       | [ 58 ]              |

Khi ra mắt, Sgt. Pepper không những nổi tiếng mà còn được đánh giá khá tích cực. Album trở thành hiện tượng với số lượng tiêu thụ vô cùng lớn tại châu Âu, Bắc và Nam Mỹ, vài nước châu Phi, Nhật Bản, Úc, thậm chí trong nhiều hàng đĩa "chợ đen" tại Liên Xô. Hầu hết các đánh giá đều được đăng tải ngay tại tháng 6 năm 1967, thời điểm phát hành album và chúng đều rất tích cực. Cây bút Kenneth Tynan của tờ The Times miêu tả Sgt. Pepper như "một khoảnh khắc đặc biệt của nền văn minh phương Tây" . Richard Poirier viết "nghe Sgt. Pepper mà nghĩ rằng đó không chỉ là lịch sử của thế kỷ này mà là của cả nền âm nhạc quần chúng".
Richard Goldstein, một nhà báo khá nổi tiếng của tờ The New York Times, lại không đồng tình với quan điểm trên: "Như một sản phẩm cho trẻ con chậm lớn, Sgt. Pepper quá tầm thường. Nó lẫn lộn kèn và đàn harp, harmonica, có cả tiếng động vật, và cả dàn nhạc giao hưởng nữa." rồi bổ sung "album tạo được nhiều hiệu ứng, mù quáng và nhiều lỗi." Goldstein gọi "A Day in the Life" là "một sự nhầm lẫn tai hai đối với cảm xúc âm nhạc với một thảm họa về ca từ" và "đó sẽ là cột mốc quan trọng nhất của sự nghiệp Lennon-McCartney, thậm chí là của lịch sử nhạc pop." Tuy nhiên sau này, chính Goldstein cũng thay đổi quan điểm, rằng album "tốt hơn tới 80% thứ âm nhạc ngày nay."
Tháng 4 năm 1967, Brian Wilson (vốn có vấn đề về tâm lý) đã thực sự bị xúc động bởi "A Day in the Life" khi Paul chơi tại Los Angeles. Sau đó, Brian bỏ dự án Smile cùng The Beach Boys và chỉ hoàn thành nó khi quay trở lại ban nhạc vào năm 2003. Van Dyke Parks nói: "Brian có chút vấn đề. Thứ đã làm tan nát trái tim anh ấy chính là Sgt. Pepper."
Trong khoảng thời gian phát hành, Jimi Hendrix có biểu diễn ca khúc mở màn album, với sự tham gia của Harrison và McCartney.
Vị trí xếp hạng của Sgt. Pepper là một sự kiện có một không hai. Tại Anh, album xuất hiện ở vị trí số 8, sau đó là số 1 ở tuần tiếp theo và ngự trị tới 23 tuần liên tục. Thực tế, album còn giữ vị trí đó trong vài tuần khác, đó là trong thời gian Giáng sinh. Năm 1992, CD kỉ niệm 25 năm phát hành Sgt. Pepper đạt vị trí cao nhất là thứ 6. Năm 2007, Sgt. Pepper vẫn có được vị trí thứ 47 tại Anh. Tổng cộng, album có tới 201 tuần trong UK Albums Chart, trở thành album vĩ đại thứ hai của lịch sử âm nhạc Anh sau Greatest Hits của Queen. Tại Mỹ, album bán được khoảng 11 triệu bản, đóng góp một phần lớn vào doanh thu 32 triệu bản của album.
Sgt. Pepper giành 4 giải Grammy và là album rock đầu tiên giành giải Grammy cho Album của năm.

## Tôn vinh
Sgt. Pepper được coi là một trong những album nhạc rock xuất sắc nhất, trong những bảng xếp hạng của Rolling Stone, Bill Shapiro, Alternative Melbourne, Rod Underhill và VH1. Năm 1987, Rolling Stone xếp hạng Sgt. Pepper là album xuất sắc nhất của 2 thập kỷ 1967-1987. Sgt. Pepper là album xuất sắc nhất mọi thời đại trong chương trình "Music in a Millenium" – một chương trình cộng tác của HMV, Channel 4, The Guardian và Classic FM năm 1997. Năm 1998, độc giả tạp chí Q xếp album ở vị trí số 7, trong khi khán giả của kênh VH1 xếp album ở vị trí thứ 10 vào năm 2003. Năm 2004, Rolling Stone xếp Sgt. Pepper vào vị trí số một trong danh sách "500 album của mọi thời đại" và vị trí đó vẫn không đổi cho tới tận ngày nay.
Năm 2002, Q chỉ xếp album vào vị trí 13 trong danh sách 100 album xuất sắc nhất của nước Anh. Năm 2006, tạp chí Time cũng đưa Sgt. Pepper vào trong danh sách những album xuất sắc nhất mọi thời đại.
Tháng 7 năm 2008, chiếc trống ở bìa album được bán đấu giá với kỉ lục 670.000 € (tương đương với khoảng 879.000 $) bởi nhà đấu giá nổi tiếng Christie's.
Các bài hát "With a Little Help from My Friends", "Lucy in the Sky with Diamonds", "Getting Better" và "Good Morning Good Morning" được download miễn phí trong game The Beatles: Rock Band, phát hành trên Xbox 360, Wii và PlayStation 3.
Sgt. Pepper là tạo nên vô cùng lượng album hâm mộ. Đáng kể nhất là Sgt. Pepper Knew My Father (1988) do rất nhiều nghệ sĩ cùng tham gia hát lại các ca khúc của album. Todd Rundgren, một người bạn và là đồng nghiệp của Starr, đã tổ chức Sgt. Pepper tour vào năm 2008 với sự tham gia của rất nhiều ngôi sao, như Denny Laine của ban nhạc Wings, á quân American Idol Bo Bice, Lou Gramm của ban nhạc The Foreigner và ca sĩ dành giải Grammy Christopher Cross. Ban nhạc Cheap Trick thậm chí còn phát hành một album hát lại nguyên Sgt. Pepper trong liveshow tại New York với sự tham gia của Geoff Emerick – kĩ thuật viên chính của album năm 1967. Nhóm nhạc Easy Star All-Stars cũng cho ra mắt một album tri ân của Sgt. Pepper, Easy Star's Lonely Hearts Dub Band.
Năm 1978, bộ phim Sgt. Pepper's Lonely Hearts Club Band ra mắt để ghi nhớ The Beatles và album này, với diễn xuất của The Bee Gees và Peter Frampton. Billy Preston vào vai "Trung sĩ Pepper". Bộ phim sử dụng nhiều tư liệu và các bài hát trong album. Tuy nhiên bộ phim được cho là tẻ nhạt và thiếu tính thẩm mỹ.

## Danh sách ca khúc
Sgt. Pepper's Lonely Hearts Club Band là album đầu tiên của The Beatles mà bản phát hành tại Mỹ và Anh là như nhau.
Tất cả các ca khúc được viết bởi Lennon-McCartney, sáng tác khác được ghi chú bên cạnh.
| Mặt A | Mặt A                                   | Mặt A               | Mặt A      |
| STT   | Nhan đề                                 | Hát chính           | Thời lượng |
| ----- | --------------------------------------- | ------------------- | ---------- |
| 1.    | "Sgt. Pepper's Lonely Hearts Club Band" | McCartney           | 2:02       |
| 2.    | "With a Little Help from My Friends"    | Starr               | 2:44       |
| 3.    | "Lucy in the Sky with Diamonds"         | Lennon              | 3:28       |
| 4.    | "Getting Better"                        | McCartney           | 2:48       |
| 5.    | "Fixing a Hole"                         | McCartney           | 2:36       |
| 6.    | "She's Leaving Home"                    | McCartney và Lennon | 3:35       |
| 7.    | "Being for the Benefit of Mr. Kite!"    | Lennon              | 2:37       |

| Mặt B | Mặt B                                             | Mặt B               | Mặt B      |
| STT   | Nhan đề                                           | Hát chính           | Thời lượng |
| ----- | ------------------------------------------------- | ------------------- | ---------- |
| 1.    | "Within You Without You" (George Harrison)        | Harrison            | 5:04       |
| 2.    | "When I'm Sixty-Four"                             | McCartney           | 2:37       |
| 3.    | "Lovely Rita"                                     | McCartney           | 2:42       |
| 4.    | "Good Morning Good Morning"                       | Lennon              | 2:41       |
| 5.    | "Sgt. Pepper's Lonely Hearts Club Band (Reprise)" | McCartney           | 1:19       |
| 6.    | "A Day in the Life"                               | Lennon và McCartney | 5:39       |

Theo Graham Calkin, Mark Lewisohn và Ian MacDonald.

## Giải Grammy
Album được đề cử 7 giải Grammy vào năm 1968 và đạt 4 trong số đó, trong đó có giải thưởng quan trọng Album của năm. Đây là album nhạc Rock đầu tiên có được vinh dự này.
| Năm  | Đề cử cho                             | Giải thưởng             |
| ---- | ------------------------------------- | ----------------------- |
| 1968 | Sgt. Pepper's Lonely Hearts Club Band | Album của năm           |
| 1968 | Sgt. Pepper's Lonely Hearts Club Band | Thu âm xuất sắc nhất    |
| 1968 | Sgt. Pepper's Lonely Hearts Club Band | Bìa album xuất sắc nhất |
| 1968 | Sgt. Pepper's Lonely Hearts Club Band | Album Pop xuất sắc nhất |

Các đề cử
| Năm  | Đề cử cho                             | Giải thưởng                                |
| ---- | ------------------------------------- | ------------------------------------------ |
| 1968 | Sgt. Pepper's Lonely Hearts Club Band | Trình diễn xuất sắc nhất                   |
| 1968 | Sgt. Pepper's Lonely Hearts Club Band | Trình diễn Song ca hoặc Nhóm xuất sắc nhất |
| 1968 | A Day in the Life                     | Nhạc đệm xuất sắc nhất                     |

Có nhiều tranh cãi xung quanh giải thưởng cho Album Pop xuất sắc nhất. Về cơ bản, Sgt. Pepper's Lonely Hearts Club Band là một album nhạc rock. Thực tế, giải Grammy năm 1968 là một giải Grammy gây khá nhiều chỉ trích khi The Beatles không có được giải cho Trình diễn Song ca hoặc Nhóm xuất sắc nhất hay Trình diễn Song ca hoặc Nhóm nhạc Rock xuất sắc nhất. Sau Grammy 1968, giải Grammy cho Album giọng pop xuất sắc nhất, dù vừa mới được lập vào chính năm 1968, liền bị xóa bỏ. Tới tận năm 1995 người ta mới tái lập lại giải thưởng này sau sự bùng nổ của trào lưu pop trên thế giới.

## Lên màn ảnh
Ngày 10 tháng 2 năm 1967, sau khi kết thúc "A Day in the Life", 6 chuyên viên quay phim của album dự định làm một bộ phim phát sóng lên truyền hình giới thiệu về quá trình thực hiện Sgt. Pepper, với kịch bản viết bởi Ian Dallas và đạo diễn bởi Keith Green. Tuy nhiên dự án này không hoàn thành.
Dự án trên bao gồm tất cả các bài hát, xen lẫn vào đó là các đoạn clip của quá trình làm việc. Vì dự án đã không thể được thực hiện, các clip trên chỉ được biết tới lần đầu tiên trong bộ phim tài liệu Imagine: John Lennon công chiếu năm 1988. Một bản đầy đủ hơn xuất hiện trong The Beatles Anthology sau đó.
Năm 1992, một đoạn phim tư liệu với tên The Making of Sgt. Pepper được chương trình London Weekend Television, với sự xuất hiện của George Martin, Neil Aspinall và 3 thành viên còn sống của The Beatles. Sau đó, đoạn phim này cũng xuất hiện trong chương trình tài liệu của kênh VH1.

## Thành phần tham gia sản xuất
Theo Mark Lewisohn và Alan W. Pollack
The Beatles
- John Lennon – sáng tác, hát chính, hát bè, lead guitar, acoustic guitar, harmonica, organ, piano, phách, bộ gõ, tay vỗ và hiệu ứng âm thanh.
- Paul McCartney – sáng tác, hát chính, hát bè, bass, acoustic guitar, phách, bộ gõ, tay vỗ và hiệu ứng âm thanh.
- George Harrison – sáng tác, lead guitar, hát bè, hát chính trong bài hát "Within You Without You", harmonica, phách, bộ gõ, tay vỗ và hiệu ứng âm thanh.
- Ringo Starr – trống và bộ gõ, harmonica, hát chính trong "With a Little Help from My Friends".

Nghệ sĩ tham gia
- Neil Aspinall – tambura và harmonica.
- Geoff Emerick – thu âm và kĩ thuật âm thanh.
- Mal Evans – đồng bộ thời gian và bè piano Mi trưởng trong chuỗi hợp âm cuối cùng.
- George Martin – nhà sản xuất, kĩ thuật âm thanh. Martin là người chỉ huy dàn nhạc chính của album, chơi organ trong "Being for the Benefit of Mr. Kite!" và "With a Little Help from My Friends", harpsichord trong "Fixing a Hole", piano đệm trong "Getting Better" và chơi chính trong "Lovely Rita" và trong chuỗi hợp âm cuối cùng.
- Các nghệ sĩ được Martin mời

Đó là bộ 4 chơi kèn cor trong "Sgt. Pepper's Lonely Hearts Club Band" hướng dẫn và chỉ huy bởi Martin và McCartney: Neill Sanders, James W. Buck, John Burden, Tony Randall. Dàn dây và harp bởi Mike Leander trong "She's Leaving Home". Dàn tabla, sitar, dilruba, violin và cello trong "Within You Without You"; clarinet trong "When I'm Sixty Four"; dàn dây trong "A Day in the Life".

## Xếp hạng
| Xếp hạng năm 1967        | Vị trí cao nhất |
| ------------------------ | --------------- |
| Australian Albums Chart  | 1               |
| Norwegian Albums Chart   | 1               |
| UK Albums Chart          | 1               |
| US Billboard 200         | 1               |
| Xếp hạng năm 2009        | Vị trí cao nhất |
| Australian Albums Chart  | 16              |
| Brazilian Albums Chart   | 20              |
| Finnish Albums Chart     | 9               |
| Italian Albums Chart     | 9               |
| Mexican Albums Chart     | 13              |
| Norwegian Albums Chart   | 31              |
| Portuguese Albums Chart  | 4               |
| Spanish Albums Chart     | 22              |
| New Zealand Albums Chart | 12              |
| UK Albums Chart          | 5               |
| US Billboard 200         | 114             |
| Rolling Stone            | 1               |